# Тровиљијано (Пескара)
Тровиљијано (итал. Trovigliano) је насеље у Италији у округу Пескара, региону Абруцо.
Према процени из 2011. у насељу је живело 65 становника. Насеље се налази на надморској висини од 474 м.